# Arran Destillery
Arran distillery er et skotsk whisky-destilleri, der ligger i Lochranza på øen Isle of Arran ud for Skotlands vestkyst.
Det blev grundlagt i 1994 af Harold Currie, den tidligere direktør for for Chivas, med henblik på at opbygge et destilleri på Arran. Der var har været omkring 50 destillerier på øen, hvoraf de fleste var ulovlige. Det seneste lovlige destilleri, kaldet Lagg, lukkede i 1837.
Under opførslen byggede to fredede kongeørne rede på en klippe i nærheden, og byggeriet måtte derfor stoppes midlertidigt. Destilleriet åbnede i 1995.